# Jaime Molina Mata
Jaime Ramón Molina Mata,  (Estepona, Málaga, España, 15 de junio de 1969), más conocido como Jaime Molina, es un exjugador y entrenador de futbol español. Como jugador se desempeñaba en la posición de defensa.

## Trayectoria
Formado en las categorías inferiores del Club Deportivo Málaga, en la temporada 1987-88, llegó al primer equipo. Tras cinco temporadas deja el club malagueño e inicia un largo periplo por diversos clubes españoles siempre a caballo entre la primera y la segunda división. Dichos clubes fueron sucesivamente: Marbella, Mérida en dos periodos, Espanyol, Las Palmas y por último Numancia, donde se retiró.
Un año más tarde se incorpora al cuerpo técnico del Mérida donde empezó en el mundo de los banquillos, tras realizar una excelente campaña firmó en la Unión Deportiva Los Barrios.
En 2010 firma como entrenador del Club de Fútbol Villanovense para intentar salvarlo del descenso a Tercera División. En la temporada 2010-11 asciende al Villanovense a Segunda B, a los pocos días se confirma el fichaje por el Atlético Malagueño, filial del Málaga Club de Fútbol.
En la temporada 2016-17 entrenará al Club Deportivo Mensajero.

## Clubes

### Como jugador
| Club                    | País   | Año       |
| ----------------------- | ------ | --------- |
| Atlético Malagueño      | España | 1986-1989 |
| C. D. Málaga            | España | 1989-1992 |
| C. A. Marbella          | España | 1992-1993 |
| C. P. Mérida            | España | 1993-1994 |
| R. C. D. Espanyol       | España | 1994-1997 |
| C. P. Mérida            | España | 1997-1999 |
| U. D. Las Palmas        | España | 1999-2001 |
| C. D. Numancia de Soria | España | 2001-2005 |

### Como entrenador
| Club                    | País      | Año       |
| ----------------------- | --------- | --------- |
| Mérida U. D.            | España    | 2006-2007 |
| U. D. Los Barrios       | España    | 2008-2009 |
| C. F. Villanovense      | España    | 2010-2011 |
| Atlético Malagueño      | España    | 2011-2012 |
| Unión Estepona C.F.     | España    | 2012-2013 |
| U. D. Marbella          | España    | 2013-2014 |
| C. D. Mensajero         | España    | 2016-2017 |
| Gibraltar Phoenix F. C. | Gibraltar | 2017      |
| Linares Deportivo       | España    | 2017-2018 |
| S. D. Ejea              | España    | 2020      |